# Blog
Cet article possède des paronymes, voir Blob et Blague.
 (janvier 2024).

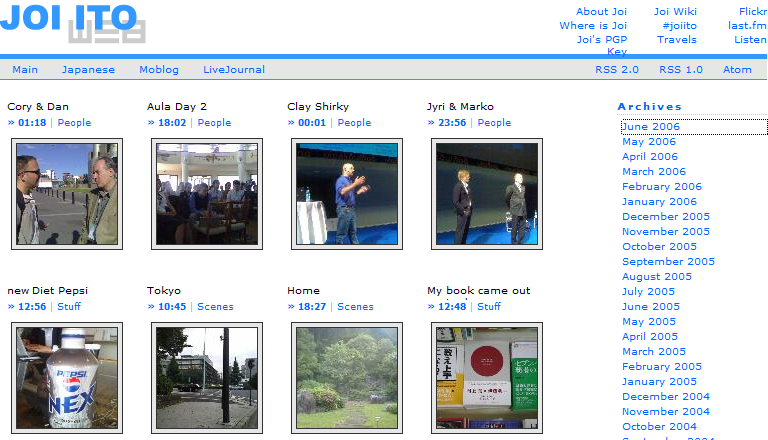
Capture d'écran de la page d'accueil d'un photoblog.

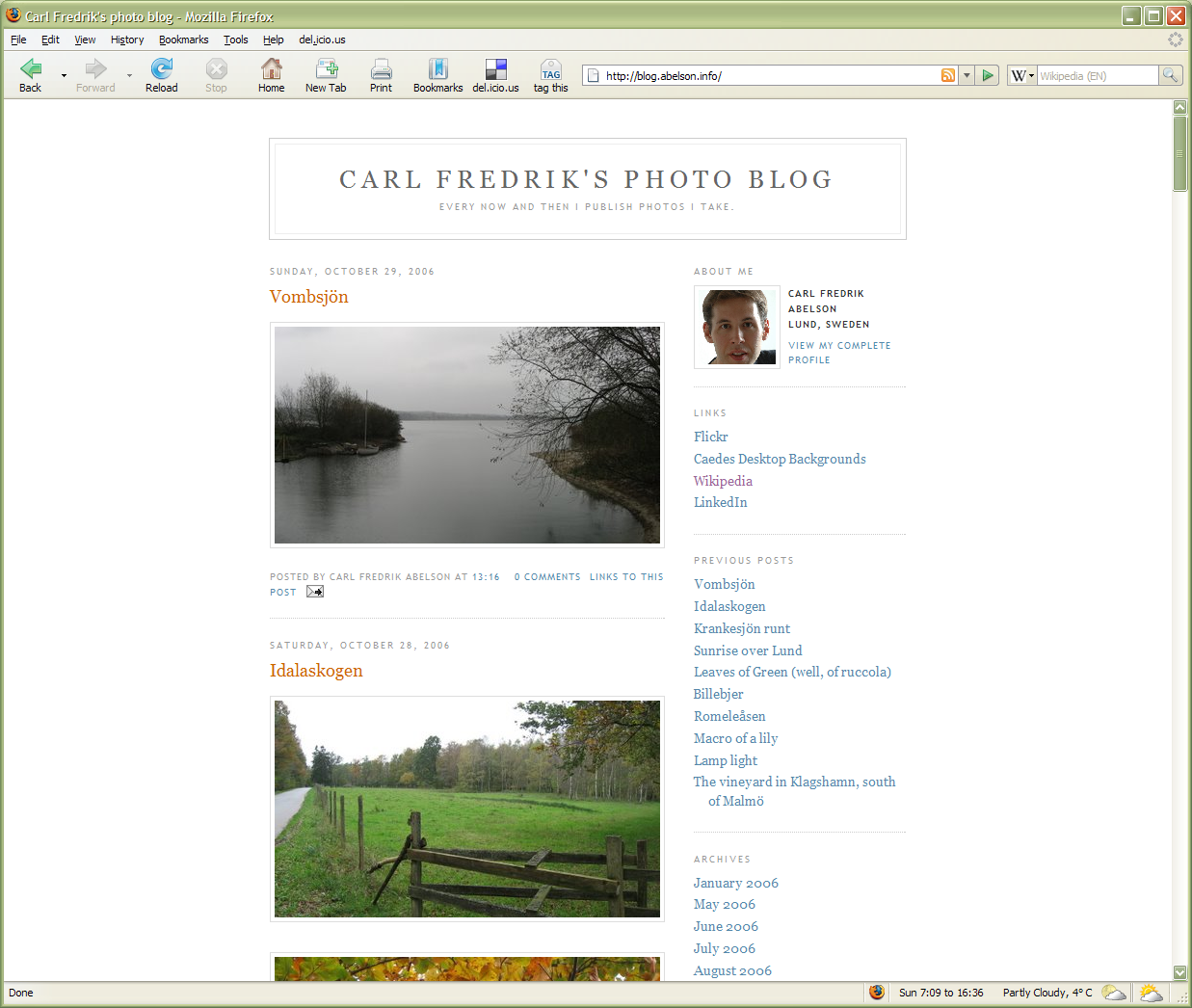
Capture d'écran de la page d'accueil d'un photoblog.

Un blog, ou blogue,, est un type de site web — ou une partie d'un site web — utilisé pour la publication périodique et régulière d'articles personnels, généralement succincts, rendant compte d'une actualité autour d'une thématique particulière. À la manière d'un journal intime, ces articles — appelés billets — publiés par son/ses propriétaire(s) ou son/ses webmaster(s), sont généralement datés, signés et présentés dans un ordre rétrochronologique, c'est-à-dire du plus récent au plus ancien. Ils permettent à l'auteur, appelé blogueur, d'exprimer une opinion et sont la plupart du temps ouverts aux commentaires des lecteurs.
En 2024, on dénombrait plus de 600 millions de blogs et pas moins de 7,5 millions de nouveaux articles de blog publiés chaque jour. On recensait en 2020, 31,7 millions de blogueurs, alors que dans le monde on estime à trois millions le nombre de blogs qui naissent chaque mois. Toutefois, le nombre de blogs inactifs demeure élevé. Rares sont en effet ceux qui affichent une grande longévité et la majorité d'entre eux sont abandonnés par les auteurs.
Un blogueur a aujourd'hui loisir de mélanger textes, hypertextes et éléments multimédias (image, son, vidéo, applet) dans ses billets. Il peut aussi répondre aux questions des éventuels lecteurs-souscripteurs, car chaque visiteur d'un blog peut laisser des commentaires sur le blog lui-même, ou bien contacter le blogueur par courriel.

## Étymologie
Le terme blog est issu de l'aphérèse d'un mot composé, né de la contraction de Web log ; en anglais, log peut signifier registre ou journal. Ce terme est employé pour la première fois par Jorn Barger, en 1997.
Un blogueur ou une blogueuse (en anglais : blogger) est l'individu qui a l'habitude de bloguer : il écrit et publie les billets, sans entrer dans la composition de tous les commentaires qui y sont associés. La blogosphère est l'ensemble des blogs ou la communauté des blogueurs. Parfois, par métonymie, on désigne l'ensemble des blogs d'une communauté précise : la « blogosphère homosexuelle », la « blogosphère des standards Web », etc.[réf. nécessaire]

### Formes francisées
L'utilisation de la graphie identique à la forme anglaise blog, est la plus répandue, si bien qu'elle figure dans les éditions 2006 des dictionnaires Le Petit Larousse et Le Robert.
L'Office québécois de la langue française (OQLF) propose les termes « blogue », « carnet Web » et « cybercarnet ». Le terme « blogue » a été proposé par l'OQLF en 2000, sur le modèle du terme « bogue ». Cela permet de créer les dérivations « bloguer », « blogueur », « bloguesque », etc. Cette graphie semble être adoptée progressivement par toutes les communautés. Toutefois, les formes dérivées sont également largement utilisées par ceux qui conservent la graphie « blog ». Le synonyme « cybercarnet » offre les mêmes possibilités de dérivation : « cybercarneteur », « cybercarnetage », « cybercarnétosphère », etc.
En France, en septembre 2014, la Commission d'enrichissement de la langue française adopte le terme « blogue » comme au Québec. De 2005 à 2014, elle avait choisi le mot « bloc-notes », ce qui rendait son utilisation obligatoire pour les administrations et services de l'État français. Ce mot entrait en conflit avec la traduction des mots notepad et notebook déjà utilisés par ailleurs en informatique. De plus, il n'autorisait pas de dérivés évidents comme « blogosphère ».
Le Larousse contient désormais les deux graphies.
- « journal Web », « webjournal » ou « joueb », qui ne distinguent pas le journaliste du blogueur, à tort selon la majorité des blogueurs ;
- Journal extime n'est pas issu du Web, mais emprunté à l'écrivain Michel Tournier. Il désigne étymologiquement un journal intime public. Ce terme désigne en fait plutôt un usage possible pour un blog (présenter sa propre vie), le blog étant un média possible pour cet usage. Il existe des blogs à usages très différents (par exemple d'analyse de l'actualité).

Quelques juristes blogueurs ont proposé « bloig » (mélange des mots « blog » et « loi ») comme traduction de l'anglais blawg (formé sur les mots « blog » et « law », ce dernier signifiant « loi » ou « droit »)[pertinence contestée]. L'OQLF propose plutôt le terme « blogue juridique ».

## Présentation et variété de la blogosphère
Le terme « blog » recouvre beaucoup de notions : les œuvres d'un dessinateur, les nouvelles activités d'une association, un journal intime anonyme, des poèmes, l'opinion d'un journaliste, le carnet de bord d'un photographe, des satires de personnalités politiques, les vidéos d'une classe de collège, un roman en cours d'écriture, les anecdotes quotidiennes d'une mère de famille… La liste est sans fin et surprend par sa diversité. Tout un vocabulaire désigne ses différentes utilisations : « vlog », ou « vidéoblog » (blog vidéo), « bdblog » ou webcomic (blog BD), « photoblog » (blog photo), audioblog (blog audio)…
Le concept « blog » est assez englobant pour autoriser toutes ces acceptions. Le phénomène connaît son succès grâce à la facilité de publication proposée par des logiciels automatisés de publication, la liberté éditoriale (il n'y a généralement pas de contrôleur chargé avant publication de la relecture d'un billet) et la grande capacité d'interaction en temps réel avec le lectorat (via les commentaires et le courriel).
Quelques blogueurs donnent une régularité à leur blog en écrivant précisément tous les jours, toutes les semaines, ou tous les mois. Lecteurs et auteurs entretiennent de facto un contrat comme au sein du pacte autobiographique : tout est-il vrai ? Quels sujets aborder ? À quelle fréquence ? Sous quel angle ? Cependant, plusieurs choses distinguent l'écriture du blog d'un pacte autobiographique. D'une part, les lecteurs peuvent généralement commenter immédiatement le contenu d'un blog, au vu et au su de tous. Par ailleurs, le nombre de lecteurs d'un blog varie bien plus rapidement que le nombre de lecteurs d'un livre. En effet, par la nature des flux et des échanges sur la Toile, un blog peut devenir populaire au sein de la communauté à laquelle il appartient en très peu de temps. Cette variabilité influe parfois sur l'auteur en le poussant par exemple à écrire autour d'un buzz. Cependant, certains blogueurs se sont constitué une audience fidèle relativement nombreuse : ils sont alors affublés du titre informel de « blogueur influent ».
Il est probable que de nombreux blogs totalement privés (protégés par mot de passe) soient présents sur la Toile ; il est difficile d'en estimer le nombre.
Le vocabulaire intuitif potentiel est vaste et participe à l'engouement autour du phénomène : blogage, blogable, bloguitude, moblog, blogiciel, audioblog, vidéoblog, photoblog, blogogeoisie ou « blogeoisie » (terme désignant les blogueurs dont les sites sont très visités), bloguien, carnetier/carnetière, carneter (le verbe), carneticiel, carnetable, carnetage, carnetodépendance, carnetosphère, audiocarnet, vidéocarnet, photocarnet, carnetiquette, blook (blouquin), etc.

### Identité dans les blogs
Bien que la plupart des blogueurs hésitent à donner une définition claire de leurs intentions, les blogs servent principalement à l'auto-représentation, se formant alors autour des affects et des idées propres à leur(s) auteur(s). Utiliser un blog représente en effet un moyen de définir son identité, particulièrement une identité en ligne. C'est pour cette raison que la presse et l'opinion populaires sont parfois amenées à fustiger ce qu'elles considèrent comme l'égocentrisme des blogs.
Toutefois, l'utilisation des blogs pour interagir avec autrui peut aussi constituer un moyen d'explorer sa propre identité.

## Création du blog
Un blog doit être considéré « comme un projet éditorial et [être traité] avec les attentions et les compétences d’un éditeur », puisque le web remplace progressivement le livre comme « principal vecteur d'information et de connaissances ».

### Conception matérielle du blog
Le blog est généralement créé par le blogueur lui-même, mais peut également être participatif (comme dans le cas du blog Gyn&co). La conception peut se faire grâce à une plateforme d’autopublication et d’hébergement des blogs, gratuitement ou non, ou bien à partir d’un logiciel de publication. Dans ce cas, les utilisateurs peuvent avoir recours à des systèmes de publication assistée par ordinateur (PAO) ou bien à des plateformes d’édition spécialisée. La conception du blog peut aussi se faire indirectement par le blogueur, par l’intermédiaire d’un tiers avec lequel il est lié par contrat (ex : contrat de travail, de stage, contrat de prestation de service).

### Mise en ligne du blog
Pour que les internautes puissent consulter le blog, celui-ci doit être hébergé. L’hébergement peut se faire directement sur l’ordinateur de l’éditeur ou, plus souvent, auprès d’un fournisseur d’hébergement. Le fournisseur d'hébergement est également en mesure de fournir un nom de domaine (qui est obligatoire pour la mise en ligne du blog). Une adresse d’accès doit ensuite être déterminée. Elle ne doit pas porter atteinte aux droits de la personnalité et plus particulièrement au nom de famille, au droit sur les signes distinctifs, au droit d’auteur et à l’ordre public. Du fait de cette mise en ligne, le blogueur reçoit la qualification d’éditeur de services de communication au public en ligne.

## Format
Les blogs peuvent adopter des formats bien différents, mais les principaux outils décrits dans ce paragraphe (outils que l'on retrouve sur la plupart des plateformes de publication de blogs) ne peuvent être codés à la main dans un langage de balisage comme HTML sous peine de devoir affronter des tâches laborieuses et répétitives ; c'est pourquoi l'on utilise bien souvent un système de gestion de contenu qui permet d'automatiser la mise en page du site.
Ce logiciel spécialisé met en forme le texte et les illustrations sous la direction du blogueur, il construit des archives automatiquement, il offre des moyens de recherche au sein de l'ensemble des billets et enfin gère les commentaires des internautes lecteurs. Ces outils permettent ainsi à chacun de publier du contenu, sans connaissances techniques préalables relatives à la conception de sites sur l'Internet. Cette facilité d'utilisation a grandement contribué à l'explosion de l'utilisation des blogs depuis quelques années.
Les blogs sont en fait majoritairement édités grâce à des systèmes de gestion de contenu hébergés et administrés par des entreprises dont les services très populaires allègent considérablement les étapes techniques relatives à la conception de sites Web.

### Format commun à la plupart des blogs
Chaque billet est daté et entre donc dans une suite chronologique. Cependant, sur la page d'accueil, la séquence de ces billets est souvent présentée de façon antéchronologique (les plus récents en premier).
En effet, un blog étant perpétuellement en cours d'écriture, la page d'accueil doit refléter les changements les plus récents ; l'auteur tend à s'adresser à un public qu'il imagine relativement fidèle. Après publication, les billets ne sont habituellement pas modifiés. En cas de besoin, l'auteur publie de préférence un addendum intitulé « mise à jour ». De plus, les mêmes fonctionnalités reviennent souvent, car elles sont bien adaptées à une lecture à partir d'un navigateur. Par conséquent, cette présentation uniforme réduit les possibilités créatives dans la conception des blogs.
Depuis les années 2000, le phénomène blog évolue grâce aux améliorations techniques et matérielles de l'informatique et propose de publier toutes sortes de documents multimédias : images, mais surtout sons et vidéos, notamment par l'attrait de services d'hébergement (en particulier YouTube, et Dailymotion côté français), ce qui enrichit sensiblement la lecture ou devient le format privilégié du blog : voir photoblog et vidéoblog.

### Gestion des commentaires
Un blogueur autorise souvent ses utilisateurs à laisser des commentaires, même les plus critiques, suivant un formulaire Web automatisé. Cependant, le blogueur est, selon la législation française, légalement responsable de ce qui est affiché sur son site et doit donc, dès qu'il a connaissance de commentaires non conformes à la législation, supprimer les commentaires en question.
Tout blogueur peut également choisir de censurer a priori les commentaires en publiant lui-même ceux qu'il juge valides ou de censurer totalement tout commentaire (sur un billet ou sur le blog entier). Ce type de solution radicale est essentiellement adopté à la suite de trop nombreux trolls ou à des spam. Bien souvent, il est également possible de bloquer temporairement l'ajout de nouveaux commentaires, par exemple si l'auteur du blog n'a pas la possibilité de les modérer pendant quelques jours.
De plus en plus de blogs deviennent le centre d'échanges approfondis au sujet duquel se passionnent auteurs et lecteurs (notamment au sujet de l'actualité ou du Web). Certains blogueurs accordent une place prépondérante aux commentaires laissés sur leur blog, qu'ils considèrent comme la raison d'existence de leurs écrits. Chaque billet revient alors à un nouvel espace public : le blog se transforme en une sorte de forum et peut même recueillir une suite de commentaires sans queue ni tête, l'anonymat aidant au blogo-squat, c'est-à-dire à un bavardage qui s'entretient tout seul, sans rapport avec le billet d'origine.
Les blogs sont souvent centrés sur la publication d'opinions. Pour cette raison, il s'agit de l'instrument préféré de beaucoup de journalistes ou d'hommes politiques. Sur ce plan, c'est un intermédiaire entre la page personnelle (l'auteur parle et personne ne répond) et le forum de discussion (tout le monde parle à égalité).

### Gestion des liens
Les blogs s'accompagnent souvent d'un système avancé de gestion des hyperliens. Chaque billet s'accompagne d'un lien propre et statique (appelé « permalien »).
Le blogroll (es) (parfois traduit « blogoliste » ou « défileur ») est l'ensemble des liens vers d'autres blogs présentés par un blogueur sur son carnet Web, souvent présenté sur une page dédiée ou sous forme de menu latéral sur la page principale. Avec les techniques de syndication de contenu, telles que RSS ou Atom, il est parfois possible d'inclure directement certains billets sur son propre blog et de lire rapidement les nouveaux billets ou commentaires avec un agrégateur[réf. souhaitée].

### Addendum[pasclair]
Au sein de sa diversité, la blogosphère est composée de communautés de blogs qui réunissent des individus aux mêmes tendances politiques ou aux mêmes passions. Ces communautés de blogs se lient entre elles grâce à des liens hypertextes. Une communauté peut décider de publier tous les billets concernant un sujet donné sur un site appelé Planet.
Le plus souvent, un blog permet d'afficher les billets selon une structure différente : par thèmes, par mois ou encore en permettant au lecteur d'effectuer une recherche avec un moteur de recherche.
Beaucoup d'auteurs de blogs accordent une grande importance à la présentation de leur blog et certains en modifient la présentation graphique régulièrement — ou en proposent plusieurs au choix (on parle de thèmes, d'habillages, de gabarits).
La frontière entre blogs et mailing lists est floue, au point de confondre liste de diffusion et blog au sein de l'interface Gmane. Toutefois, tout le monde n'est pas d'accord sur ce point[réf. souhaitée].

## Domaines d'utilisation

### Blogs journalistiques
Certains blogs personnels proposent un contenu journalistique, avec des enquêtes, reportages et interviews. En 2019, la Commission paritaire des publications et des agences de presse reconnaît seulement à 10 blogs édités par un microentrepreneur en France la qualité de service de presse en ligne. Sur son site la CPPAP définit un service de presse en ligne : « On entend par service de presse en ligne tout service de communication au public en ligne édité à titre professionnel par une personne physique ou morale qui a la maîtrise éditoriale de son contenu, consistant en la production et la mise à disposition du public d’un contenu original, d’intérêt général, renouvelé régulièrement, composé d’informations présentant un lien avec l’actualité et ayant fait l’objet d’un traitement à caractère journalistique, qui ne constitue pas un outil de promotion ou un accessoire d’une activité industrielle ou commerciale ».

### Blogs d'entreprise
Certaines entreprises mettent en place des « blogs d'entreprise » publics ou à usage interne. Même si, généralement, les entreprises disposent déjà d'un site Web, le blog d'entreprise permet une communication moins officielle, plus réactive et permettant une interactivité en temps réel.
Les blogs publics permettent de communiquer directement et rapidement avec la clientèle. Un prestataire de services peut par exemple publier immédiatement un article pour informer sa clientèle en cas de problème technique. Les clients peuvent réagir en ligne et éviter ainsi, par exemple, une surcharge du standard téléphonique.
Les blogs d'entreprise à usage interne sont réservés à la communication interne et permettent, grâce aux réactions aux articles, de mesurer le « climat social » d'une entreprise. Le blog d'entreprise permet également de faciliter les échanges entre les collaborateurs d'une entreprise.

### Blog pédagogique
Espace numérique prédéfini, mais paramétrable, souple, léger, gratuit, nomade et simple d’utilisation, il se caractérise par la mise à disposition des utilisateurs des fonctionnalités multimodales (texte, image, son et vidéo).
Le blog utilisé à des fins pédagogiques permet de développer des pratiques collaboratives et de coconstruction à l’intérieur d’espaces éducatifs toujours plus vastes. Il inscrit le travail des enseignants et des apprenants dans une logique possible de conception, de développement et de collaboration dans et hors la classe. Dans cette optique, la circulation de l’information doit être pensée et organisée en interne et en externe :
- En interne, par une circulation hypertextuelle (liens, nuage de mots clés) ;
- En externe, par la gestion des flux RSS, de listes de diffusion et par liens hypertextes[réf. souhaitée].

L’information peut être distribuée en interne en attribuant des rôles aux membres (gestionnaire, auteur, contributeur, lecteur) et en externe par la possibilité de dépôts de commentaires.
À la différence des espaces numériques prescrits (type ENT), le blog peut se définir comme un environnement numérique choisi. Les compétences s’y exercent librement à l’intérieur du cadre légal contraint du statut d’enseignant.

### Blog de connaissance
Intermédiaire entre le blog d'entreprise et le blog pédagogique, le blog de connaissance permet à un individu ou à une organisation de publier des connaissances structurées, dans le cadre d'un processus de synthèse cognitive contrôlé a priori.
Outil émergent de gestion des connaissances et de mémoire projet, il permet notamment — à une équipe projet et/ou une communauté métier, sous la direction d'un modérateur éditorial — l'élaboration consensuelle des connaissances publiques ou privées — organisées en articles élémentaires — d'une compétence métier partagée. Les articles du blog de connaissance peuvent ensuite enrichir un site classique (commercial, éditorial ou de culture générale, notamment).
La première utilité est souvent de diffuser les produits de la recherche plus rapidement. Par exemple, un chercheur publie sur son blog le résultat d'une étude qui ne sera publiée que six mois plus tard dans une revue à comité de lecture. Il peut servir de plateforme à une conversation scientifique. Il permet de réseauter comme lors de congrès scientifique. Un blog peut aussi améliorer la visibilité d'une découverte grâce à un meilleur référencement sur les moteurs de recherche plutôt qu'une autre publication. Elle facilite la diffusion et de la vulgarisation de la science comme bien public. C'est une sorte de « séminaire permanent » qui explicite la recherche en train de se faire, qui se donne le droit à l'essai et à l'erreur et qui fait une place à la joie du partage personnalisé et pédagogique dans un milieu scientifique parfois aride.
Le blog peut également constituer un outil précieux pour assister les utilisateurs d'un site spécialisé en bricolage, décoration, cuisine, etc., leur permettant d'accéder à une mine d'astuces et de conseils dispensés par le modérateur ou par l'ensemble de la communauté. Il peut s'agir par exemple d'un blog dédié à l'électroménager ou encore à la décoration d'intérieur.

### Blogs d'objectifs personnels
Une nouvelle tendance est l'apparition de blog d'objectifs personnels. Le blog est lancé en vue de l'atteinte d'un objectif à long ou moyen terme, et les articles relatent l'avancement vers cet objectif. Ce qui est intéressant dans ce cas, c'est que le rôle est la matérialisation même de cet objectif et devient un outil de développement personnel performatif. Quelques blogueurs célèbres l'utilisent sur des thématiques telles que les nouvelles technologies, le développement personnel ou l'enrichissement.

### Blog de guerre, ou Warblog
La notoriété des blogs a notamment été impulsée par les journalistes incorporés dans l'armée des États-Unis, puis par des militaires américains lors de la seconde guerre du Golfe en mars 2003. Ces blogs de guerre (warblogs) donnaient l'impression d'une liberté de ton et d'émancipation par rapport aux contraintes éditoriales ou professionnelles. Le blog de guerre est devenu rapidement un symbole. Notons également que des civils irakiens tenaient aussi des blogs très suivis à l'instar de celui de Salam Pax, dont certains extraits ont été reproduits dans des pages du quotidien britannique The Guardian.

### Blog de voyage
Le blog de voyage propose des récits de voyage pour partager une expérience unique et réelle. Avec le temps, certains blogs sont devenus de véritables références qui aident et inspirent de nombreux voyageurs. Certains auteurs, inspirés par le journalisme et la littérature de voyage, se sont professionnalisés et collaborent avec de nombreux offices de tourisme dans le monde entier.

### Blogs littéraires
Les blogs se présentent comme une nouvelle structure éditoriale dans la mesure où l'auteur littéraire peut lui-même publier ses textes en ligne, ce qui implique la disparition d'un intermédiaire (l'éditeur) entre les textes littéraires d'un auteur et ses lecteurs. Il est de plus en plus populaire pour les écrivains d'investir l'espace numérique avec leur œuvre, on peut notamment penser à François Bon, Anne Archet, Pierre Ménard. Plusieurs chercheurs proposent des réflexions sur le blog comme nouveau genre littéraire en soi, un nouvel espace littéraire de production, de diffusion et de circulation.

## Historique
Les blogs sont apparus assez tôt, mais n'ont vraiment pris de l'ampleur que récemment[Quand ?] en absorbant leur public à partir de l'énorme bond en avant de la connectivité Internet dans le monde entier, et de la désaffection d'autres médias moins utilisés comme Usenet, d'une part, et de l'abandon de la complexité des sites perso, d'autre part.
Les premiers blogs sont apparus au Canada à la fin des années 1990, comptant parmi ses adeptes des blogueurs comme Jason Kottke, Tristan Louis, Meg Hourihan et Matt Haughey. Leur blog était présenté sous la forme d'un carnet de bord recensant les pages Web (au moyen d'une liste d'hyperliens) que l'auteur avait jugées intéressantes, accompagnées de commentaires. Les blogs ont servi dès l'origine à présenter ce type de contenu.
En France, les premières ébauches de blogs apparaissent dès 1989 sur minitel avec des services tels que 3615 LS* (créé par Gilles Probst et Evan Le Guillouzic) qui permettent de créer une architecture hiérarchisée, un nom de domaine personnalisé (exemple LS*MONSITE) et une messagerie personnelle. Ce service, considéré comme dérogeant à la règle de « un identifiant, un service », est supprimé par France Télécom de manière autoritaire en 1990[source insuffisante]. Il faut attendre quelques années pour qu'apparaissent sur Internet les premiers blogs francophones. Par exemple, Montréal, soleil et pluie de Brigitte Gemme en 1995, ou encore La décharge, Le Couac, Mysterious Yanick D., L'organe, Le Scarabée et Ze WoC en 1996 , certains de ces blogs sont toujours partiellement visibles sur Wayback Machine. En mars 1997, à l'occasion du Salon du Livre de Paris, Francis Valéry est le premier écrivain français à démarrer un blog en ligne[réf. nécessaire], Les Carnets de Voyage, consacré pour l'essentiel au monde de l'édition et aux aléas de sa vie de créateur. Près de vingt ans plus tard, ce blog très suivi existe toujours, renommé Le Journal d'un Homme des Bois.
Le marché des éditeurs de blog en ligne a mis un certain temps à se mettre en place, probablement parce que les blogs pionniers ne généraient pas l'engouement d'aujourd'hui. En effet, Blogger, que l'on considère comme l'un des premiers systèmes de publication et comme instigateur du phénomène, n'est apparu qu'en 1999. Il est rejoint quelques années plus tard en France par la plateforme Ublog, créée en 2002, rachetée et développée par Loïc Le Meur, qui la fusionne en 2007 avec l'américain Six Apart, qui l'avait acquise en 2004.
Entretemps, en 2003, l'Allemand 20six développe une activité similaire en France, qui accompagne le développement de premiers blogs éditoriaux, dédiant même une équipe locale de webmastering dans l'animation de ce que l'on appelait déjà une « communauté ». 20six lança notamment les premiers « apéroblogs », ancêtres des « apéros » connus plus tard sur les réseaux sociaux. Tombée en désuétude depuis, la plateforme n'a pas connu le destin qu'elle escomptait et a dû affronter plusieurs problèmes techniques, comme en témoigne par exemple en 2007 l'effacement accidentel de plusieurs centaines de notes des blogueurs.
Dans le même esprit et avec des fonctionnalités comparables à 20six, on peut citer aussi en 2003 le lancement de la plateforme Hautetfort, par Benoit Desavoye.
Du côté francophone, Skyblog, apparu en 2002, est l'une des premières plateformes, même si elle ne dispose pas de toutes les fonctionnalités habituellement attendues. Skyblog rencontre un succès rapide, particulièrement auprès des adolescents qui y publient leurs photos. Le site 20Minutes.fr a aussi été l'un des premiers médias français à proposer une plateforme de blogs à ses lecteurs, depuis son site cœur : une première expérience, d'une ergonomie et d'une gestion assez sommaires, qui s'est arrêtée quelques mois plus tard, avant d'être relancée ultérieurement, sous la forme des blogs qu'on lui connait aujourd'hui.
Aujourd'hui, les blogs tendent à mettre à profit les fonctions multimédias du Web : photoblog, podcasting, vidéoblog, mobiblog, webcam, etc.

## Aspects sociaux en France
Les blogs tenus par des adolescents sont très nombreux en France (Skyblog revendique près de 27 820 000 blogs à la fin du mois d'octobre 2009[réf. nécessaire]) et, plus généralement, sur la Toile. Il existe une certaine fracture numérique entre les générations, qui n'ont pas toutes les moyens ou l'envie de s'approprier Internet de cette manière, bien que, techniquement, un blog se consulte comme un site classique, ce à quoi la grande majorité des utilisateurs actuels d'Internet sont familiers. Plusieurs affaires judiciaires ont mis en cause des élèves insultant des professeurs sur leur blog et ont été l'occasion de débats au sein des équipes pédagogiques et dans les médias.
La tendance du blog s'étend également aux plus âgés. Les blogs relatant la vie en entreprise auraient déjà conduit à plusieurs licenciements : voilà ce qu'affirment des blogueurs qui ont été licenciés. L'affirmation est toutefois remise en question, tout au moins dans le secteur universitaire.
Le monde politique, des affaires ainsi que le secteur associatif se sont aussi emparés de l'outil, en tant que nouveau média de masse. Les blogs participent donc désormais aux stratégies de communication des entreprises, des associations, des auteurs, des personnes à la recherche d'un emploi. Les professionnels des sciences de l'information (bibliothécaires, archivistes ou documentalistes) développent un blog spécialisé : le biblioblog.
Depuis plusieurs années[Quand ?], des blogs culinaires participent à la capitalisation et à la diffusion du savoir-faire et du patrimoine alimentaire.
Certains blogueurs veulent mettre en avant leur indépendance envers les médias traditionnels et leur réactivité, devenant une sorte de cybermédia authentique. Un exemple a consisté à « sortir » des informations avant tous les autres pendant l'affaire Monica Lewinsky. De même, la critique des médias traditionnels, supposés vendus à l'adversaire politique, est un puissant levier pour occuper le terrain des blogs. Cette technique a été utilisée aussi bien par les républicains que par les démocrates lors de la campagne précédant la réélection de George W. Bush de 2004 (voir Rathergate (en)) ou lors du référendum français sur le traité établissant une Constitution pour l'Europe (voir les dossiers d'Acrimed). De la même façon, l'intervention de multiples blogs politiques lors des échéances électorales françaises de 2007 a pu questionner diverses pratiques en matière de démocratie (publication anticonstitutionnelle de résultats avant la fin des scrutins, etc.)
Usenet, dont le but était le même, a rapidement perdu en popularité avec l'avènement de la Toile, submergé par une masse d'informations douteuses noyant les fameux rares exclusivités et succès contre la censure, systématiquement mise en avant comme justification du phénomène, plombé par les problèmes de spam, excédé par les polémiques incessantes[réf. nécessaire].

## Marché de la gestion de blogs en France
Un moteur de blog est un logiciel qui permet de réaliser des sites Web basés sur le principe du blog. Les deux scripts libres les plus utilisés en France en [Quand ?] sont Dotclear et Wordpress[réf. nécessaire].
À la fin des années 2000, le développement de ces sociétés (OverBlog, Skyblog, Six Apart, AlterVista, Blogger, 20six totalisent des millions de blogs personnels en 2006) est en pleine croissance : le « marché » du blog a explosé au cours des années 2004 et 2005 et tenir un blog est désormais une pratique courante. La plus grosse part du marché international est détenue par Blogger, notamment depuis le rachat de la société par Google. En France, OverBlog est passé premier en décembre 2008.
Il s'établit également une concurrence entre blogs et média/sondeurs. De nombreuses opinions s'expriment avec force, à la manière d'un sondage. Le quotidien Le Monde héberge par exemple de nombreux blogs d'opinion, par opposition aux autres plateformes où les blogs sont souvent plus personnels ou divertissants. Cette particularité s'explique par le caractère payant des blogs du Monde. Dans ce contexte, lemonde.fr proposait depuis le début des années 2000 à ses abonnés de pouvoir éditer un blog sur le site. Le 10 avril 2019, le média annonce que ce service prendra fin le 5 juin de la même année,.
Des opinions fortes et charismatiques peuvent même finir par diriger une partie de l'opinion : on l'a vu lors du référendum de 2005 sur la constitution européenne en France.
La possibilité d'accueillir sur son blog des régies d'annonces publicitaires en ligne (comme Adsense) ou des liens commerciaux (affiliation Amazon), permet au blogueur de générer des revenus. Ainsi, par exemple, un blog qui traite de littérature peut rediriger ses lecteurs vers des librairies en ligne. Des annuaires de blogs fonctionnant éventuellement en tant qu'agrégateur personnel sont souvent financés par ces services marketing.
Le blog devient donc pendant quelques années un outil indispensable de webmarketing, utilisé par les pure players d'Internet pour renforcer leur image de sympathie et afficher une proximité forte avec leur client. Il s'avère un très bon outil pour développer une relation commerciale de confiance avec ses prospects et ses clients, car il leur donne l'impression d'une certaine liberté d'expression[réf. souhaitée]. Après le recours aux sites Internet des années 2000, le blog est sans doute le pionnier des médias socialo-commerciaux.
Une autre façon de générer des revenus est d'écrire des articles et des avis sur divers produits (sites, logiciels, téléphones, etc.), à la demande des entreprises. Les entreprises ne sont pas toujours intéressées par un avis positif, mais par la génération de trafic vers leur site et la diffusion d'un buzz à propos de leurs produits. Certains sites offrent un service d'intermédiaire entre les entreprises et les rédacteurs de blogs à cette fin.
Skyblog ferme en 2023 et Canalblog en 2024.
|              | Classement blogs | Classement Web français (Alexa) | Audience Nielsen/Mediamétrie (visiteurs uniques/mois - décembre 2009 ) | Nombre de blogs |
| ------------ | ---------------- | ------------------------------- | ---------------------------------------------------------------------- | --------------- |
| OverBlog     | 1er              | 19e                             | 10 200 000                                                             | 1 500 000       |
| Blogger      | 2e               | -                               | 8 800 000                                                              | -               |
| Skyrock Blog | 3e               | 11e                             | 7 400 000                                                              | 29 000 000      |
| CanalBlog    | 4e               | 65e                             | 6 100 000                                                              | 850 000         |

|            | Classement blogs | Classement Web français (Alexa) | Audience | Nombre de blogs |
| ---------- | ---------------- | ------------------------------- | -------- | --------------- |
| OverBlog   | 1er              | 34e                             | -        | -               |
| CanalBlog  | 2e               | 88e                             | -        | -               |
| Blogspot   | 3e               | 149e                            | -        | -               |
| Centerblog | 4e               | 208e                            | -        | -               |
| Blogger    | 5e               | 260e                            | -        | -               |
| Unblog     | 6e               | 379e                            | -        | -               |